# Топчії
Топчії́ — село в Україні, у Лебединській міській громаді Сумського району Сумської області. Населення становить 47 осіб. До 2020 орган місцевого самоврядування — Калюжненська сільська рада.

## Географія
Село Топчії знаходиться на лівому березі річки Будилка, нижче за течією на відстані в 1 км розташоване село Куличка, на протилежному березі — село Тимофіївка (зняте з обліку в 1988 році). По селу протікає пересихаючий струмок з загатою.

## Історія
12 червня 2020 року, відповідно до Розпорядження Кабінету Міністрів України № 723-р «Про визначення адміністративних центрів та затвердження територій територіальних громад Сумської області» увійшло до складу Лебединської міської громади.
19 липня 2020 року, після адміністративно-територіальної реформи та ліквідації Лебединського району, село увійшло до Сумського району.

## Відомі люди
- Мордовець Леонід Михайлович — кандидат історичних наук (1985), доцент (1993), член СПУ (з жовтня 1991); викладач Сумської філії Університету сучасних знань (з вересня 2003); перший секретар Сумського обкому СПУ, член Політради СПУ.